# カガヤン川
カガヤン川（カガヤンがわ、フィリピン語: Ilog Cagayan, 英語: Cagayan River）は、フィリピン・ルソン島北東部のカガヤン・バレー地方を流れる河川。フィリピンで最長の河川である。古称はリオグランデデカガヤン川（スペイン語: Rio Grande de Cagayan）。

## 概要

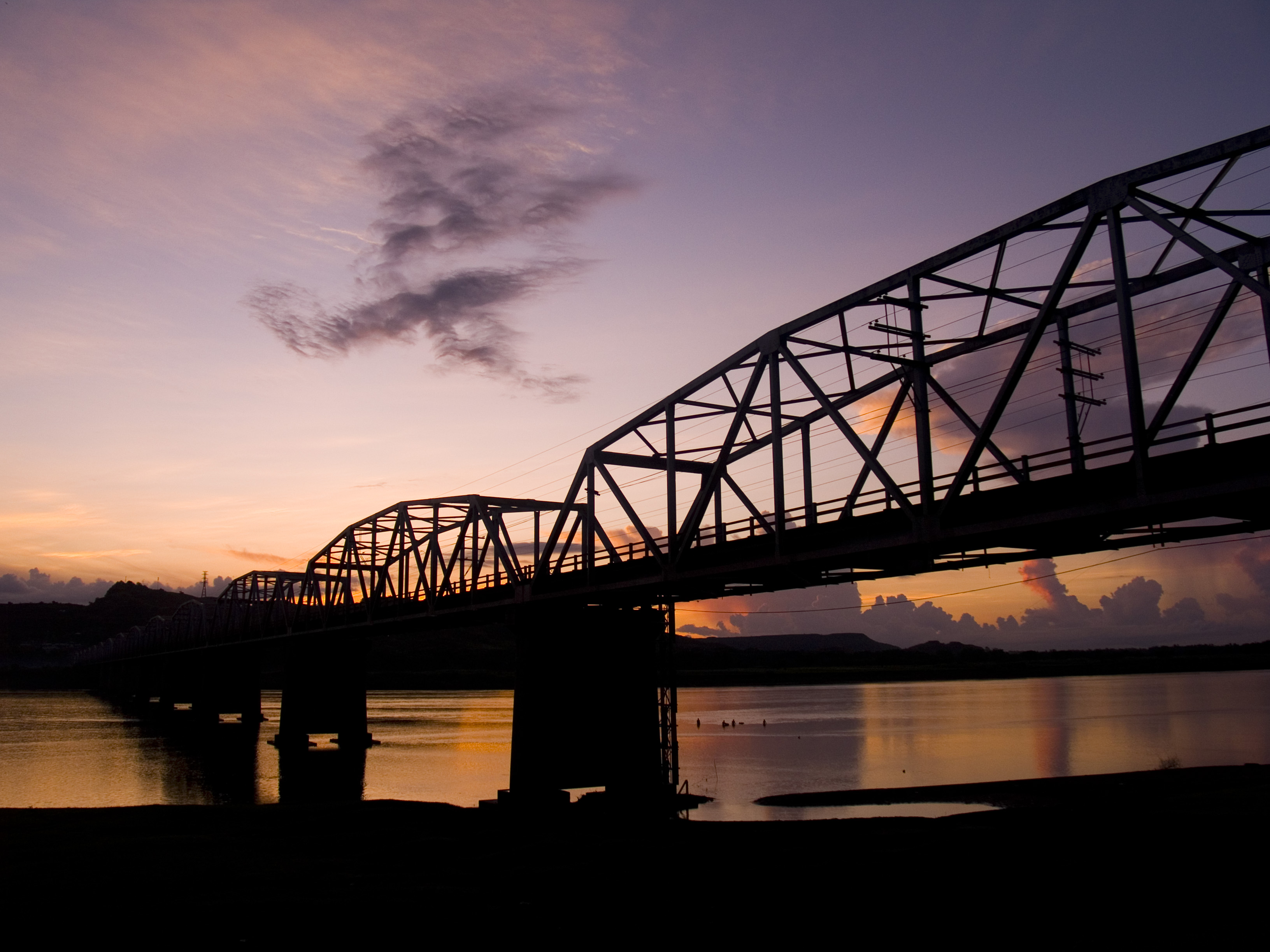
トゥゲガラオのブントゥン橋付近

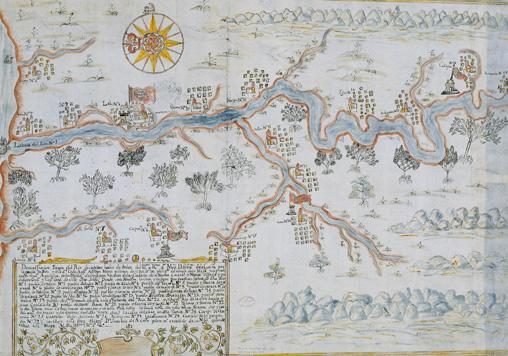
1720年にJuan Luis de Acostaにより描かれたカガヤン川流域古地図

ルソン島の中央東部、ヌエヴァ・ヴィスカヤ州のカラバリオ山脈を水源とする。シエラマドレ山脈とコルディレラ・セントラル山脈の間を北上してイサベラ州、カガヤン州を通過し、チコ川やマガット川など大小の支流を合わせる。カガヤン州アパリでバブヤン海峡に流入する。
延長520km、流域面積27,300km2は、ともにルソン島及びフィリピンで最大である。
沖積平野として広大で肥沃なカガヤン平野を形成しており、稲作やタバコ、トウモロコシ、ココヤシなどを中心に農業開発が行われ、フィリピンの重要な農業地帯となっている。特にタバコ葉は、キューバ産のハバナシガーに並んで高名なマニラシガーの生産中心地として知られる（葉巻きたばこを参照）。
沿岸の主要都市はトゥゲガラオ、イラガン、河口にあるアパリなど。小規模な汽船であれば、河口から約100km程度の航行が可能である。
流域の気候は全体的に乾季が不明瞭で、年間の降水量は1,500-2,000mmである。パシッグ川やアグノ川など他のルソン島主要河川に比べると相対的に雨量が少ない方に属する。上流及び下流部はイロカノ族、中流部はタガログ族の居住地域となっている。
カガヤン川流域はフィリピン最大の平野であるが、台風やモンスーン等による豪雨のため毎年のように激しい洪水が発生し、そのためフィリピン国内でも開発が遅れた地域となっている。特に下流部の河川狭窄部が原因で、その上流に広がる耕作地域に頻繁に洪水を引き起こし、主要産業である農業に大きな被害を与えている。一方で財政的な制約もあって河川改修や堤防などの治水施設の整備が進んでおらず、治水計画は日本に委ねられている。

## 主な支流
下流から記載
- チコ川（英語版）
- ピナカナウアン川（英語版）（トゥゲガラオ川、ツゲガラオ川）
- シフ川(Siffu River)
- イラガン川（英語版）
- マガット川（英語版）